# Ровдушка
Ровдушка  — деревня в составе Верхнеаремзянского сельского поселения Тобольского района Тюменской области. 
Рядом протекает река Чукманка. Улиц в деревне нет.

## Население
| 2010 |
| ---- |
| 3    |